# Norberto Paparatto
Norberto Javier Paparatto (3 de enero de 1984, Adrogué, Provincia de Buenos Aires, Argentina) es un exfutbolista y entrenador argentino. Jugó de defensor central. Actualmente se desempeña como entrenador de Almagro.

## Trayectoria
Surgido de las divisiones inferiores de Lanús. Hizo su debut en el fútbol profesional con Lanús en el año 2005 club en el cual estuvo hasta el 2006. En ese mismo año fue transferido a préstamo a Tiro Federal. Estuvo ahí hasta el año 2007.
En el 2007 fue transferido a préstamo al Club Atlético Tigre donde consiguió dos subcampeonatos de Primera División. En 2008 el club hizo uso de su opción de compra. Desde que llegó, ha disputado más de 126 partidos oficiales con esta camiseta entre partidos de la Primera División, Copa Sudamericana y Copa Libertadores. En la mayoría de los partidos se ha desempeñado como stopper por derecha jugando con línea de tres defensores pero ha ocupado todos los puestos de la defensa con diferentes sistemas tácticos. En 2012, culmina subcampeón de la Copa Sudamericana, tras caer en la final contra el San Pablo en Brasil. Gracias a la actuación en la copa, el Club logró la clasificación a la Copa Libertadores 2013, en la cual luego de superar el repechaje y terminar segundo en el grupo, queda eliminado en octavos de final a manos de Olimpia de Paraguay. Ya para el Torneo Inicial, tras la ida de Martín Galmarini al Atlante, se consolida como el capitán del equipo, conformando la dupla defensiva con el refuerzo, Ignacio Fideleff.Juega de titular el último semestre de 2013 la totalidad de los partidos hasta que llega una oferta de los Portland Timbers de la Major League Soccer o (MLS) de los Estados Unidos. En su primer año en la MLS, Norberto logra adaptarse al país, a la liga y a su equipo. Si bien los Timbers realizan una buena campaña en la última fecha del tornero regular no logran clasificar a los playoffs. Paparatto no solo disputa el torneo local sino que realiza grandes presentaciones en el torneo internacional de la Liga de Campeones de la CONCACAF anotando dos goles en el mismo encuentro ante el Alpha United. Ya en su segundo año con Paparatto y el resto de los refuerzos más afianzados, el equipo maderero realiza una espectacular campaña entrando a los playoffs, en donde Paparatto efectúa exitosas presentaciones como en el partido de vuelta de la final de la Conferencia del Oeste del 29 de noviembre de 2015 donde se destacó nuevamente por ser el jugador con más balones recuperados. Finalmente el club logra su máximo éxito profesional al alcanzar, por primera vez en su historia el título de la MLS. Siendo Norberto Paparatto una de sus piezas claves. Por su gran aporte realizado la franquicia de los timbers ofrecen a Paparatto la renovación del contrato pero las nuevas regulaciones impositivas y el deseo del jugador de regresar a su país no posibilita que se concrete el acuerdo. Paparatto firma con el Club Atlético Rafaela de la Primera División del fútbol de Argentina. El torneo comienza auspiciosamente con una victoria ante el Club Atlético Huracán de visitante siendo Paparatto titular en su equipo. Se mantiene como titular los primeros seis partidos del torneo hasta que un desgarro contra San Martín de San Juan lo mantiene fuera por el resto del torneo. En julio de 2016 y en atención a su experiencia exitosa en la liga de Estados Unidos, es convocado por el puntero de la liga el FC Dallas. Paparatto acepta la oferta y regresa a la MLS donde obtiene, en pocos meses, con su nuevo equipo dos títulos (Lamar Hunt U.S. Open Cup y MLS Supporters' Shield) y la clasificación a la siguiente fase de la Concachampions. En el año 2017 Paparatto decide volver a su país y arreglo condiciones con el Club Atlético Almagro de la Segunda División del fútbol argentino (Primera Nacional).
En el 2018 pasa a Mitre de Santiago del Estero donde arrancó convirtiendo un gol contra Quilmes Atlético Club y disputó 1 año y medio con esa camiseta.
En julio de 2019 volvió a Almagro y el 11 de diciembre de 2021 decidió "colgar los botines" y finalizar su carrera como futbolista profesional.
En 2022 debutó como entrenador en Almagro.
En 2023 fue confirmado director técnico de All Boys.
En noviembre de 2023 después de su salida de All Boys, volverá a ser el entrenador de  Almagro.

## Clubes

### Como jugador
| Club                | País           | Año         |
| ------------------- | -------------- | ----------- |
| Lanús               | Argentina      | 2005 - 2006 |
| Tiro Federal        | Argentina      | 2006 - 2007 |
| Tigre               | Argentina      | 2007 - 2014 |
| Portland Timbers    | Estados Unidos | 2014 - 2016 |
| Atlético de Rafaela | Argentina      | 2016        |
| FC Dallas           | Estados Unidos | 2016 - 2017 |
| Club Almagro        | Argentina      | 2017 - 2018 |
| C.A. Mitre          | Argentina      | 2018 - 2018 |
| Club Almagro        | Argentina      | 2019 - 2021 |

### Como entrenador
| Club     | País      | Año           |
| -------- | --------- | ------------- |
| Almagro  | Argentina | 2022          |
| All Boys | Argentina | 2023          |
| Almagro  | Argentina | 2024-presente |

#### Estadísticas como técnico
| Equipo               | Div.                 | Torneo               | Estadísticas | Estadísticas | Estadísticas | Estadísticas | Estadísticas | Estadísticas | Estadísticas | Estadísticas | Estadísticas |
| Equipo               | Div.                 | Torneo               | PJ           | G            | E            | P            | GF           | GC           | DG           | Efectividad  | Puntos       |
| -------------------- | -------------------- | -------------------- | ------------ | ------------ | ------------ | ------------ | ------------ | ------------ | ------------ | ------------ | ------------ |
| Almagro Argentina    | 2.ª                  |                      |              |              |              |              |              |              |              |              |              |
| Almagro Argentina    | 2.ª                  | 2022                 | 30           | 13           | 8            | 9            | 30           | 28           | +2           | 52.22%       | 47/90        |
| Almagro Argentina    | Total                | Total                | 30           | 13           | 8            | 9            | 30           | 28           | +2           | 52.22%       | 47/90        |
| All Boys Argentina   | 2.ª                  |                      |              |              |              |              |              |              |              |              |              |
| All Boys Argentina   | 2.ª                  | 2023                 | 24           | 8            | 5            | 11           | 20           | 27           | -7           | 40.28%       | 29/72        |
| All Boys Argentina   | 2.ª                  | Copa Argentina 2023  | 2            | 0            | 1            | 1            | 0            | 1            | -1           | 16.67%       | 1/6          |
| All Boys Argentina   | Total                | Total                | 26           | 8            | 6            | 12           | 20           | 28           | -8           | 38.46%       | 30/78        |
| Almagro Argentina    | 2.ª                  |                      |              |              |              |              |              |              |              |              |              |
| Almagro Argentina    | 2.ª                  | 2024                 | 12           | 2            | 5            | 5            | 7            | 17           | -10          | 30.56%       | 11/36        |
| Almagro Argentina    | Total                | Total                | 12           | 2            | 5            | 5            | 7            | 17           | -10          | 30.56%       | 11/36        |
| Almagro Argentina    | Total en Almagro     | Total en Almagro     | 42           | 15           | 13           | 14           | 37           | 45           | -8           | 46.03%       | 58/126       |
| Total en sus equipos | Total en sus equipos | Total en sus equipos | 68           | 23           | 19           | 26           | 57           | 73           | -16          | 43.14%       | 88/204       |

## Palmarés

### Campeonatos Nacionales e Internacionales
| Título                 | Club             | País           | Año  |
| ---------------------- | ---------------- | -------------- | ---- |
| Copa MLS               | Portland Timbers | Estados Unidos | 2015 |
| U.S. Open Cup          | FC Dallas        | Estados Unidos | 2016 |
| MLS Supporters' Shield | FC Dallas        | Estados Unidos | 2016 |